# Simfonia núm. 1 (Mahler)
La Simfonia núm. 1 en re major o Simfonia Tità és una simfonia de Gustav Mahler estrenada en la seva primera versió el 20 de novembre de 1889 a l'Òpera de Budapest.
Mahler trigà força temps a acabar la seva primera simfonia -del 1884 al 1888-. Està inspirada en l'obra de Jean Paul titulada Tità, encara que no està basada en ella, però no es tracta d'un poema simfònic sinó d'un reflex de les emocions, l'humor i el drama que el compositor visqué en llegir la novel·la. El so d'un cucut, representat pel clarinet en el primer moviment, així com el ritme de vals del segon moviment, retraten el seu amor per la natura i els records d'infància i de joventut. La marxa fúnebre del tercer moviment, amb una transformació de la cançó Frère Jacques, dibuixa musicalment el quadre de Jacques Callot en què uns animals assisteixen al funeral d'un caçador. L'enèrgic quart moviment serveix de final triomfal.

## Història
Com en totes les seves simfonies, la música és autobiogràfica. En aquesta Primera es troba en l'ús que Mahler fa en el primer i tercer moviment de temes del seu cicle de cançons del 1885, Lieder eines fahrenden Gesellen (Cançons d'un caminant) escrites durant el seu apassionat però infeliç amor per Johanna Richter, una cantant de l'Òpera de Kassel, on ell era director en aquell moment. Va ser a Kassel on el 1884 va començar a esbossar la major part de la primera versió (en dues parts i cinc moviments) va ser feta a partir del desembre de 1887 i fins al març del 1888, però més intesament els dos darrers mesos. En aquesta època, Mahler, que tenia 28 anys, era un director d'orquestra molt considerat, assistent d'⁣Arthur Nikisch a l'Òpera de Leipzig. Va aprofitar els pocs dies que l'òpera va estar tancada després de la mort de l'emperador alemany Guillem I per refer per «última vegada» la seva obra.
El mateix compositor es va sentir perplex davant de la seva pròpia obra. Dubtava si estava oferint una poema simfònic, una simfonia programàtica o simplement una simfonia. La simfonia, que segons Mahler ha de provocar en els altres «moltes raons per sorprendre», no es reflecteix enlloc. Aquesta decepció i una baralla amb el director de l'Òpera de Leipzig van provocar la dimissió de Mahler l'estiu de 1888. El setembre del mateix any va ser contractat com a director de la Reial Òpera Hongaresa de Budapest. Ho va ser fins al 1891 i li va oferir oportunitats també com a compositor.

## Recepció
Després d'haver aconseguit un èxit considerable dirigint L'or del Rin i La valquíria, Mahler va dirigir la seva simfonia el 20 de novembre de 1889 (mentre el director musical de l'orquestra de la Societat Filharmònica de Budapest, Sándor Erkel, dirigia la resta del programa) en la seva versió original completada a Leipzig i presentada com a poema simfònic en dues parts i cinc moviments:
- Primera part:
  - 1) Introducció i Allegro commodo
  - 2) Andante[alpha 1]
  - 3) Scherzo

- Segona part:
  - 4) À la pompes funèbres; Attacca.
  - 5) Molto appassionato

La primera part va tenir una bona acollida però la segona va submergir el públic en la sorpresa i fins i tot en la indignació «El cercle d'amics de Mahler estava molt emocionat; el públic, en la seva majoria tancat com sempre a qualsevol novetat formal, es va despertar de sobte d'una hibernació. A l'inici de l'últim moviment, una dama elegant asseguda al meu costat va deixar caure tots els objectes que tenia a la mà.» (Fritz Löhr, citat per Marc Vignal).
Mahler va comentar més endavant a Natalie Bauer-Lechner: «A Budapest, on vaig interpretar per primera vegada [la Primera Simfonia], els meus amics em van evitar després; ningú s'atrevia a mencionar-me la interpretació o l'obra, i jo anava per allà com un leprós o un malfactor. En aquestes circumstàncies, pots imaginar-te com eren les crítiques».
Les crítiques van ser molt dures i no van saber veure el que avui considerem com les característiques úniques de Mahler. La Part II va acabar amb els xiulets de l'audiència que volien demostrar que el compositor no complia amb les seves expectatives i, a més a més, semblava burlar-se'n amb una Marxa Fúnebre que començava amb dos compassos de tambors i continuava amb l'estrany so d'un contrabaix amb sordina, intentant cantar com podia una antiga melodia infantil, "Frère Jacques", en to menor. Per acabar-ho d'adobar, en els compassos 58 i 59 d'aquesta estranya marxa, Mahler va afegir una paròdia salvatge d'un glissando gitano. Mahler va ser acusat de desafiar totes les lleis de la música. «El seu poema simfònic és vulgar i sense sentit». Els diaris hongaresos, inclòs el Pester Lloyd, van ser força crítics. La Neue Pester Zeitung va escriure: «Si ho tenim tot en una impressió global, només podem dir el següent: Pel que fa a la seva eminent qualificació com a director d'orquestra, Mahler no només es trobava entre els primers del seu rang, sinó que també s'hi assembla pel fet de no ser simfonista... no li estarem menys agraïts pels seus èxits com a director d'òpera i encara ens agradaria veure'l darrere del seu escriptori, sempre que no dirigeixi les seves pròpies composicions».
Del 1889 al 1896 va anar revisant el seu "poema simfònic", fins que l'obra va rebre per primera vegada el títol de Simfonia núm. 1. El 1891, Mahler va enviar la partitura a l'editor Schott perquè la publiqués, amb el títol Aus dem Leben eines Einsamen (De la vida d'una persona solitària), sense resultat.
Des del poema inicial, davant d'una incomprensió general, el compositor va proposar per primera vegada un programa detallat el 1892. L'obra es va estrenar a Hamburg el 27 d'octubre de 1893 i a Weimar el 1894, anomenant tot el conjunt "Tità, un poema simfònic en forma de simfonia", amb nombroses revisions i noves seccions, inclosa en el segon moviment Blumine. Les noves correccions tenen lloc per primera vegada a Weimar, el 3 de juny de 1894.
La quarta estrena va tenir lloc a Berlín el 16 de març de 1896. El manuscrit conté només quatre moviments, el segon conegut amb el nom de Blumine (Floretes) havia sigut retirat, i ara portava el nom “Simfonia en re major per a gran orquestra”, sense cap subtítol. El públic, en una sala mig buida, va xiular la simfonia. A més, la crítica va ser encara més severa. Tot i els esforços i canvis realitzats, l'obra no es va comprendre en aquell moment. Els crítics a Frankfurt es van queixar del programa, mentre que a Berlín el van trobar a faltar.
La simfonia va ser publicada el febrer de 1899 per Joseph Weinberger (probablement per a l'estrena a Praga del 3 de març de 1898) simplement com a "Simfonia núm. 1", en quatre moviments, i així és com es coneix avui en dia. Després, lleugerament reorquestrada, l'any 1903 per a una edició definitiva l'any 1906 per a Universal. En aquesta darrera en forma d'una gran simfonia d'uns cinquanta minuts, dividida en quatre moviments.
El director d'orquestra Bruno Walter, amic i gran intèrpret de Mahler, va transcriure la simfonia per a piano a 4 mans.
Malgrat les dificultats que va experimentar en els seus inicis, la Primera Simfonia de Mahler ha guanyat apreciació i és ara reconeguda com una part essencial i influent del repertori simfònic de Mahler. La seva riquesa emocional, la seva originalitat i la seva complexitat musical han guanyat admiració i la situen com una obra clau en el món de la música clàssica.

## Instrumentació

### Vent fusta
- 4 flautes (la 3a i la 4a doblant piccolos, la 2a doblant piccolo en els moviments 1 i 4)
- 4 oboès (3r doblant corn anglès)
- 3 clarinets en si bemoll, la i do (el 3r doblant clarinet baix i clarinet en mi bemoll)
- Clarinet en mi bemoll
- 3 fagots (3r doblant contrafagot)

### Vent metall
- 7 trompes
- 5 trompetes (la 5a només en el 4t moviment)
- 4 trombons (el 4t només en el 4t moviment)
- Tuba

### Percussió
- 6 timbals (dos intèrprets)
- Bombo (amb plat per a ser tocat pel mateix percussionista en el 3r moviment)
- Plats
- Triangle
- Tam-tam

### Corda
- Arpa
- Primers violins
- Segons violins
- Violes
- Violoncels
- Contrabaixos[14]

## Moviments
La durada de la simfonia és d'uns 55 minuts i consta de quatre moviments:
- 1r moviment: Langsam, schleppend. Immer sehr gemächlich (Lent, arrossegat. Com un soroll de la naturalesa). Aquest moviment comença amb un sobreagut de la corda (la7 en els violins) que recorda en gran part el primer moviment de la simfonia núm. 9 de Beethoven. En re menor, aquesta part es desenvolupa amb gran tranquil·litat i serenitat fins a arribar al clímax amb l'explosió de l'orquestra i de les trompetes amb els tresets encadenats que formen un dels temes principals.
- 2n moviment: Scherzo: Kräftig bewegt, doch nicht zu schnell (Forts moviments, però no molt ràpids): En la tonalitat de la major. Aquest és el moviment més relaxat de la simfonia amb melodies molt líriques i ben estructurades.
- 3r moviment: Trauermarsch: Feierlich und gemessen, ohne zu schleppen (Marxa funerària: solemne i mesurada sense arrossegar). Per aquest moviment Mahler retorna a la tonalitat del primer moviment (re menor) per fer la seva variació en forma de marxa fúnebre de la coneguda melodia Frère Jacques. El passatge comença amb un solo de contrabaix al qual respon el fagot i després la tuba en un passatge d'oposicions. Aquest moviment acaba amb dos tensionants cops de tam-tam i contrabaix que desembocaran en el 4t temps.
- 4t moviment: Stürmisch bewegt (moviment tempestuós). Aquí Mahler pretén passar de l'infern al paradís. Aquest últim moviment d'uns 20 minuts està elaborat en forma sonata i comença amb un esclat romàntic que ve a ser l'infern amb una corda molt tensant i uns instruments de metall molt furibunds. Dues vegades aquest tema serà derrocat però a la tercera, fent coincidir amb la forma sonata (A-B/A2-B2/A-B), la victòria sobre les tenebres és duta a terme amb una explosió en re major amb l'explosió de 7 trompes amb pavelló a l'aire, 4 trompetes i 3 trombons. El final és un relaxament total de tota la tensió acumulada durant tota l'obra.